# Хронологија ФНРЈ и КПЈ мај 1947.
Хронолошки преглед важнијих догађаја везаних за друштвено-политичка дешавања у Федеративној Народној Републици Југославији (ФНРЈ) и деловање Комунистичке партије Југославије (КПЈ), као и општа политичка, друштвена, спортска и културна дешавања која су се догодила у току маја месеца 1947. године.
| ← април · Хронологија ФНРЈ и КПЈ током 1947. године · јун → |

### 1. мај
- У Београду на Теразијама поводом прославе Празника рада одржана војна парада припадника Југословенске армије (ЈА), којом је командовао генерал-мајор Милан Купрешанин. Након војне параде, Теразијама је продефиловала првомајска поворка у којој је учествовало око 200.000 људи. Првомајској прослави присуствовао је председник Владе ФНРЈ Јосип Броз Тито.[1]

### 11. мај
- У Новом Саду преминуо Васа Стајић (1878—1947), писац, филозоф и доживотни председник Матице српске.

### 13. мај
- У Београду под оптужбом за „шпијунажу“ ухапшен др Драгољуб Јовановић, један од вођа бивше Земљорадничке станке и посланик Народне скупштине ФНРЈ. На суђењу у октобру је био осуђен на девет година затвора.

### 18. мај
- У Новом Саду одржана Покрајинска конференција Народног фронта Србије за Војводину, на којој су одређени конкретни задаци Народног фронта у Војводини за наредни период и изабран Покрајински одбор Народног фронта Србије за Војводину.[2]
- У Београду, од 18. до 20. маја, одржан Други конгрес Народне омладине Србије, коме је присуствовало око 1.000 делегата. Уводни реферат Омладина Србије у Првом петогодишњем плану поднео је Светислав Поповић, а на крају Конгреса изабрано је ново руководство.[2][3]

### 23. мај
- Истраживачка комисија Уједињених нација оптужила ФНР Југославију, НР Албанију и НР Бугарску да помажу Демократску армију Грчке (наследник ЕЛАС-а грчког покрета отпора предвођеног Комунистичком партијом Грчке) и тиме се мешају у Грчки грађански рат.
- У Раковици, код Београда одржана Конференција металских радника Србије, на којој су саопштени резултати у мајском такмичењу и проглашени ударници и иноватори. На Конференцији је говорио и Моша Пијаде, члан Политбироа ЦК КПЈ.[2]

### 24. мај
- У Београду одржана свечана седница Народног одбора града Београда поводом 55. рођендана Јосипа Броза Тита на којој је донета одлука да се маршал Тито прогласи за почасног грађанина града Београда, у знак „признања за његове историјске заслуге у борби за ослобођење и за стварање Федеративне Народне Републике Југославије“. На седници је одлучено и да се централна градска улица — Улица краља Милана назове Улица Маршала Тита (улица је овај назив носила до 1990. када је преименована у Улицу српских владара, а 2004. јој је враћен назив Улица краља Милана).[2][3]

### 25. мај
- Поводом прославе 55. рођендана Јосипа Броза Тита, у Београду на Теразијама приређен митинг на ком су грађани дочекали 12 носилаца „Титових штафета“, који су потом отишли на Дедиње, где их је у Белом двору примио маршал Тито. Укупно је ношено 12 штафета — шест републичких штафета (последњи носиоци — БиХ: Мићко Старовић, Македонија: Илија Милијев-Петровски, Словенија: Тоне Церер, Србија: Милисав Ђурић, Хрватска: Петар Ламза и Црна Гора: Велизар Шкеровић), три штафете Југословенске армије (Војо Лукић, Душан Пичулин и Душан Драгања), штафета пионира Југославије (Бранко Остић), штафета градитеља пруге Шамац-Сарајево (Драган Радисављевић) и штафета града Београда (Матилда Барух), које је су прешле пут дуг око 29.000 километара, а носило их је око 100.000 учесника.[4]
- У Загребу, од 25. до 28. маја, одржан Други конгрес Народне омладине Хрватске, коме је присуствовало око 600 делегата.[2]

### 29. мај
- У Загребу, од 29. маја до 7. јуна, пред Врховним судом НР Хрватске одржано суђење на ком су због издаје земље, усташког и профашистичког деловања, на смрт осуђени бивши високи функционери Независне Државе Хрватске — Славко Кватерник (1878—1947), доглавник НДХ и бивши министар хрватског домобранства у Влади НДХ; др Владимир Кошак, бивши мнистар финансија у Влади НДХ; др Мехмед Алајбеговић (1902—1947), бивши министар иностраних послова у Влади НДХ; др Осман Куленовић (1889—1947), бивши потпредседник Владе НДХ; Мирослав Навратил (1893—1947), генерал-авијације и бивши министар хрватског домобранства у Влади НДХ; Иван Перчевић (1881—1947), генерал и др Зигфрид Каше (1903—1947), конзул Трећег рајха у НДХ. На суђењу је на смртну казну у одсуству осуђен и Џафербег Куленовић (1891—1956), бивши потпредседник Владе НДХ. Смртна кана над осуђеним лицима извршена је 13. јуна.

### 31. мај
- У Загребу отворен Први међународни сајам, који је био први сајам у ФНР Југославији. На Загребачком велесајму представљени су дотадашњи резултати југословенске привреде — експонати металне, грађевинске, дрвне и папирне индустрије, домаће рудно благо и пољопривредни производи, а направљени су и почетни кораци у развоју извоза робе у иностранство. Од страних земаља на сајму су учествовали — Совјетски Савез, Бугарска, Албанија, Мађарска, Чехословачка, Пољска, Италија, Белгија, Холандија и Француска. Председник Владе ФНРЈЈосип Броз Тито посетио је Загребачки велесајам 2. јуна.[5][6]